# Alise Willoughby
Alise Rose Willoughby (* 17. Januar 1991 in St. Cloud als Alise Rose Post) ist eine US-amerikanische Radrennfahrerin, die im BMX-Rennsport aktiv ist.

## Sportlicher Werdegang
Seit 2008 ist Willoughby im UCI-BMX-Weltcup unterwegs, 2015 erzielte sie ihren ersten Weltcup-Sieg, 2020 in ihrer 12. Weltcup-Saison gewann sie erstmals die Weltcup-Gesamtwertung. Nach mehreren Medaillen wurde sie 2017 und 2019 Weltmeisterin.
Willoughby hat an den Olympischen Sommerspielen 2012 in London und 2016 in Rio de Janeiro im BMX teilgenommen, 2012 belegte sie den 12. Platz, 2016 gewann sie die Silbermedaille. Im Juni 2021 wurde sie auch für die Olympischen Sommerspiele 2020 in Tokio nominiert. Dort verpasste sie nach einem Sturz im Halbfinale das Finale im BMX-Rennen.
Im März 2024 gewann Willoughby zum zwölften Mal die US-Meisterschaft. Zwei Monate darauf wurde sie in Rock Hill zum dritten Mal Weltmeisterin. Bei ihren vierten Olympischen Spielen erreichte sie im BMX-Rennen von Paris das Finale und wurde Sechste.

## Familie
Seit dem 31. Dezember 2017 ist sie mit dem australischen BMX-Fahrer Sam Willoughby verheiratet, dessen Namen sie bei der Hochzeit angenommen hat. Inzwischen wird sie von ihrem Ehemann auch gecoacht.

## Erfolge
| 2010 - Weltmeisterschaften – Race 2011 - US-Meisterin – Race 2012 - US-Meisterin – Race 2013 - Weltmeisterschaften – Zeitfahren - US-Meisterin – Race 2014 - Weltmeisterschaften – Race - US-Meisterin – Race 2015 - Weltmeisterschaften – Zeitfahren - ein Erfolg UCI-BMX-World-Cup 2016 - Olympische Spiele – Race - Weltmeisterschaften – Race - US-Meisterin – Race | 2017 - Weltmeisterin – Race - US-Meisterin – Race 2018 - US-Meisterin – Race - ein Erfolg UCI-BMX-World-Cup 2019 - Weltmeisterin – Race 2020 - US-Meisterin – Race - zwei Erfolge und Gesamtwertung UCI-BMX-World-Cup 2021 - US-Meisterin – Race 2023 - US-Meisterin – Race - Weltmeisterschaften – Race 2024 - US-Meisterin – Race - Weltmeisterin – Race |